# Papa Bonifaci IX
Bonifaci IX (Nàpols, 1356 - † Roma, 1 d'octubre de 1404) va ser Papa de l'Església Catòlica del 1389 al 1404. És el segon papa del període dominat pel Cisma d'Occident.
De nom Piero Tomacelli, era membre d'una família noble però empobrida. Un dels primers actes del seu pontificat va ser l'excomunió de Climent VII, que exercia també el pontificat des d'Avinyó. L'antipapa Climent va respondre amb l'excomunió de Bonifaci.
L'enfrontament eclesiàstic entre Bonifaci IX i Climent VII va passar al terreny polític i el de nou escollit papa va coronar, el 1390, rei de Nàpols a Ladislau per enfrontar-lo a Lluís d'Anjou, al qual Climent havia coronat al seu torn el 1389. També va aconseguir acabar amb els últims calius del moviment comunal romà recuperant el Castell de Sant'Angelo i fortificant-lo junt amb altres punts estratègics de Roma.
Durant el seu pontificat no solament va tenir davant l'antipapa Climent, ja que després de la mort d'aquest, en 1394 la seu d'Avinyó va elegir el cardenal aragonès Pedro Martinez de Luna que va adoptar el nom de Benet XIII.
Les potències europees veuen una oportunitat de recosir el Cisma i recorren a un informe que la Universitat de París havia publicat el gener del 1394 proposant tres vies no violentes d'acabar amb el cisma:
- La "via cessionis", que propugnava l'abdicació voluntària i alterna dels dos papes seguida d'una nova elecció.
- La "via compromissi", que suposava estudiar els drets d'ambdós papes per una comissió arbitral que decidiria qui era el papa legítim, i
- La "via concilii", que defensava la convocatòria d'un concili ecumènic que decretaria qui seria papa.

Bonifaci IX rebutja les tres solucions mentre que l'antipapa Benet XIII només s'oposa totalment a la via conciliar.
La falta d'acord fa que les potències europees amenacin els dos pontífexs amb retirar-los els seus respectius suports, amenaça que només compleixen els monarques que recolzen a Benet però que no va suposar el finalitat del Cisma, ja que encara que sense suports l'antipapa va continuar sense sotmetre's.
En un altre aspecte, cal destacar que durant el pontificat de Bonifaci IX es van celebrar dos jubileus, el de l'any 1396, que havia estat convocat per Urbà VI; i el de 1400 en el qual van fer la seva aparició a Roma els "Bianchi" o "Albati", grups de penitents flagel·lants que anaven en processó encaputxats, amb hàbits blancs i amb una creu vermella dibuixada a l'esquena. El nombre de disturbis i esdeveniments sagnants va ser tan gran que van provocar que Bonifaci condemnés a la foguera el seu líder i dissolgués els seus adeptes.
Un any abans, Bonifaci IX havia fet una crida a la cristiandat occidental per socórrer l'emperador romà d'Orient Manuel II Paleòleg, amenaçat pel soldà otomà Baiazet I. La crida no va despertar cap entusiasme, encara que l'Imperi Romà d'Orient se salvaria poc després,, per la fulminant irrupció de Tamerlà, que va obligar Baiacet a retirar-se.
En 1403 va fer un acord amb Joan Maria Visconti el nou cap del ducat de Milà pel qual Bolonya, Perugia i Assís van caure sota el control del Papa.
Bonifaci IX va morir el 1404, després d'una breu malaltia.
Les profecies de Sant Malaquies es refereixen a aquest papa com Cubus de mixtione (galleda de barreja), citació que fa referència a què a l'escut d'armes de la seva família hi ha unes galledes entrellaçades.